# Élections nationales monégasques de 2008
Les élections nationales eurent lieu à Monaco le 3 février 2008 pour le renouvellement du Conseil national, l'unique chambre parlementaire de la principauté monégasque. 
À l'issue du scrutin plurinominal à un tour, la majorité sortante a été reconduite pour 5 ans. L'Union pour Monaco, coalition de deux partis (UP et UNAM), remporta 53 523 voix (52,20 %), et obtint 21 des 24 sièges au Conseil national. Rassemblement et enjeux pour Monaco (à l'époque coalition du RPM et de Valeurs et enjeux, devenu depuis « Rassemblement et enjeux ») remporta 41 512 voix (40,49 %), et obtint trois sièges. Le groupe Monaco ensemble (coalition de trois partis : NIM, SM et PFM), avec 7 491 voix (7,31 %), n'est pas représenté au Conseil.

## Résultats
|                          |                                           |         |       |        |               |
| Partis                   | Partis                                    | Votes   | %     | Sièges | +/-           |
|                          | Union pour Monaco (UPM)                   | 53 523  | 52,20 | 21     | en stagnation |
|                          | Rassemblement et enjeux pour Monaco (REM) | 41 512  | 40,49 | 3      | en stagnation |
|                          | Monaco ensemble (ME)                      | 7 491   | 7,31  | Nv.    | en stagnation |
| Total des voix           | Total des voix                            | 102 526 | 100   |        |               |
|                          |                                           |         |       |        |               |
| Votes valides            | Votes valides                             | 4 650   | 95,80 |        |               |
| Votes blancs             | Votes blancs                              | 80      | 1,65  |        |               |
| Votes invalides          | Votes invalides                           | 124     | 2,55  |        |               |
| Total                    | Total                                     | 4 854   | 100   | 24     | en stagnation |
| Abstentions              | Abstentions                               | 1 462   | 23,15 |        |               |
| Inscrits / participation | Inscrits / participation                  | 6 316   | 76,85 |        |               |

## Conseillers élus
| Scrutin               | Conseillers élus            | Parti | Parti |
| --------------------- | --------------------------- | ----- | ----- |
| Scrutin majoritaire   | Jean-François Robillon      |       | UPM   |
| Scrutin majoritaire   | Catherine Fautrier          |       | UPM   |
| Scrutin majoritaire   | Fabrice Notari              |       | UPM   |
| Scrutin majoritaire   | Alexandre Bordero           |       | UPM   |
| Scrutin majoritaire   | Michèle Dittlot             |       | UPM   |
| Scrutin majoritaire   | Pierre Svara                |       | UPM   |
| Scrutin majoritaire   | Jean-Charles S. Gardetto    |       | UPM   |
| Scrutin majoritaire   | Christophe Spiliotis-Saquet |       | UPM   |
| Scrutin majoritaire   | Stéphane Valeri             |       | UPM   |
| Scrutin majoritaire   | Philippe Clerissi           |       | UPM   |
| Scrutin majoritaire   | Pierre Lorenzi              |       | UPM   |
| Scrutin majoritaire   | Anne Poyard-Vatrican        |       | UPM   |
| Scrutin majoritaire   | Gérard Bertrand             |       | UPM   |
| Scrutin majoritaire   | Brigitte Boccone-Pages      |       | UPM   |
| Scrutin majoritaire   | Sophie Bouhnik-Lavagna      |       | UPM   |
| Scrutin majoritaire   | Guillaume Rose              |       | UPM   |
| Scrutin proportionnel | Bernard Marquet             |       | UPM   |
| Scrutin proportionnel | Claude Cellario             |       | UPM   |
| Scrutin proportionnel | Nicole Manzone-Saquet       |       | UPM   |
| Scrutin proportionnel | Eric Guazzonne              |       | UPM   |
| Scrutin proportionnel | Roland Marquet              |       | UPM   |
| Scrutin proportionnel | Christophe Steiner          |       | REM   |
| Scrutin proportionnel | Marc Burini                 |       | REM   |
| Scrutin proportionnel | Laurent Nouvion             |       | REM   |